# Santiago de los Caballeros
Santiago de los Caballeros (Sfântul Iacob al Cavalerilor) este un oraș din provincia Santiago, din nordul Republicii Dominicane. Orașul este capitala provinciei Santiago, ocupă o suprafață de 75 km² și avea în 2005, o populație de 555.904 locuitori, cu o densitate de 7.412 loc./km². Santiago de los Caballeros este amplasat la altitudinea de 178 m deasupra n.m. în valea mănoasă a râului Cibao. În regiune temperatura medie este de 26,0 °C, iar cantitatea medie de precipitații este de 952 mm/an.

## Istoric
Santiago de los Caballeros a fost întemeiat de coloniștii spanioli la începutul secolului XVI. În 1562 după un cutremur puternic. așezarea este mutată la sud. Din 1953 orașul este sediul unei episcopii.

## Economie

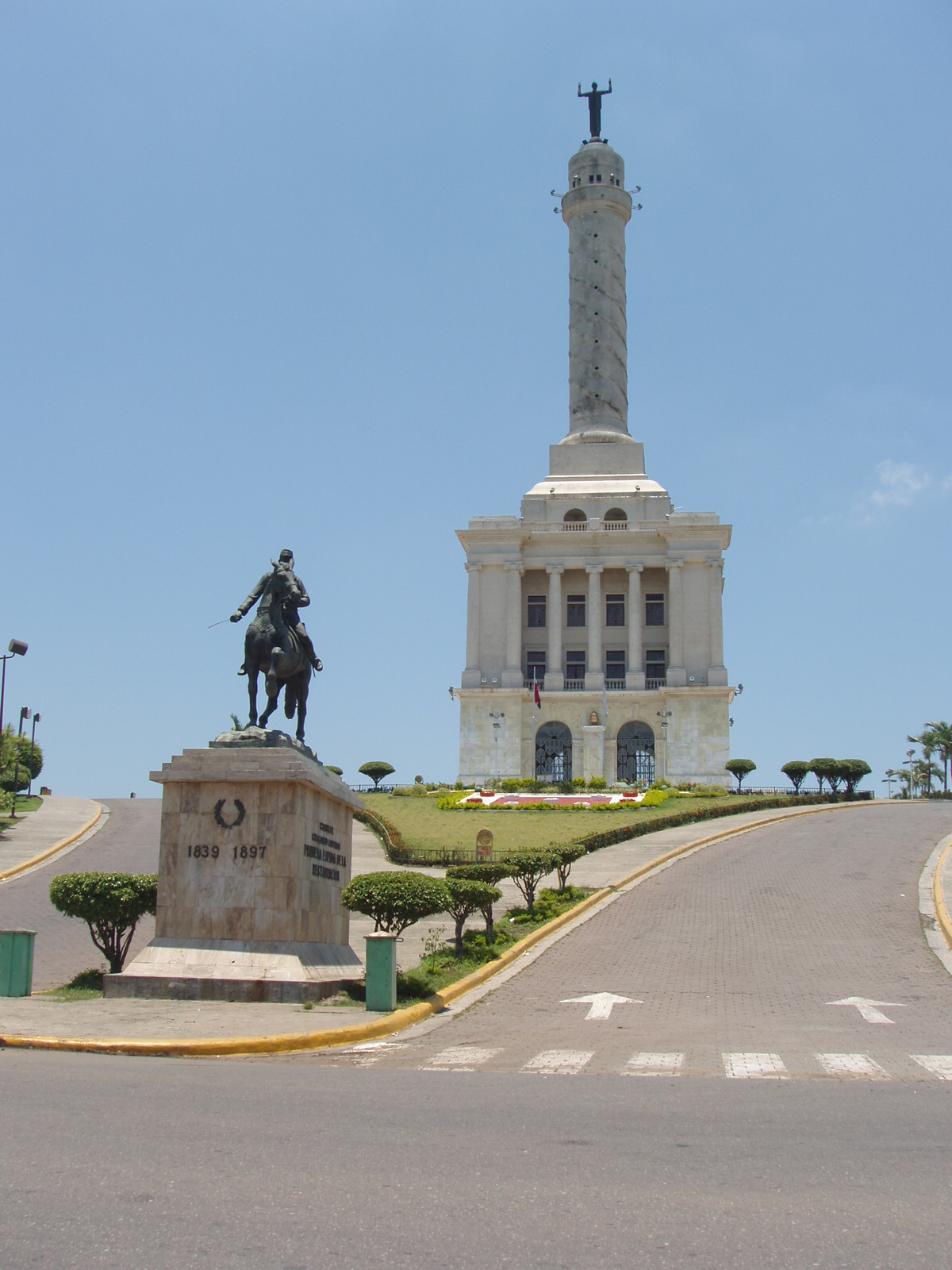
Santiago de los Caballeros

Orașul este un centru economic important în regiunea de nord a Republicii Dominicane. Printre ramurile mai importante se numără, industria tabacului, orașul este un centru universitar și are un aeroport internațional.

## Personalități marcante
- Aída Bonnelly de Díaz, muziciană
- Armando Cabrera, compozitor
- Henry Ely, cântăreț de operă
- Maridalia Hernández, cântăreață
- Lope Balaguer, cântăreț
- Yoryi Morel (1906 - 1979), pictor;
- Rafael Campos (1936 - 1985), actor
- Rafael Colón (1918 - 1991), cântăreț și compozitor
- Milton Cruz (1939 - 1998), pianist
- Tony Curiel (1931 - 2009), cântăreț de operă
- Pipí Franco (1912 - 1978), cântăreț și compozitor
- Pedro Echevarría Lazala (1894 - 1967), muzician;
- Amelia Vega (n. 1984), fotomodel.

## Clima
| Luna                                     | Ian          | Feb          | Mar          | Apr          | Mai           | Iun          | Iul         | Aug          | Sep          | Oct           | Nov           | Dec          | Anual            |
| ---------------------------------------- | ------------ | ------------ | ------------ | ------------ | ------------- | ------------ | ----------- | ------------ | ------------ | ------------- | ------------- | ------------ | ---------------- |
| Maxima medie °C (°F)                     | 28.8 (83,8)  | 29.4 (84,9)  | 30.4 (86,7)  | 31.2 (88,2)  | 31.8 (89,2)   | 32.9 (91,2)  | 33.0 (91,4) | 33.2 (91,8)  | 33.3 (91,9)  | 32.4 (90,3)   | 30.3 (86,5)   | 28.7 (83,7)  | 31,3 (88,3)      |
| Media zilnică °C (°F)                    | 23.5 (74,3)  | 23.8 (74,8)  | 24.7 (76,5)  | 25.5 (77,9)  | 26.5 (79,7)   | 27.4 (81,3)  | 27.5 (81,5) | 27.7 (81,9)  | 27.6 (81,7)  | 26.9 (80,4)   | 25.2 (77,4)   | 23.7 (74,7)  | 25,8 (78,4)      |
| Minima medie °C (°F)                     | 18.2 (64,8)  | 18.4 (65,1)  | 19.0 (66,2)  | 19.9 (67,8)  | 21.2 (70,2)   | 22.1 (71,8)  | 22.2 (72)   | 22.2 (72)    | 21.9 (71,4)  | 21.5 (70,7)   | 20.2 (68,4)   | 18.7 (65,7)  | 20,5 (68,9)      |
| Minima istorică °C (°F)                  | 11.2 (52,2)  | 12.2 (54)    | 12.0 (53,6)  | 12.7 (54,9)  | 16.3 (61,3)   | 18.5 (65,3)  | 17.0 (62,6) | 17.6 (63,7)  | 18.6 (65,5)  | 17.5 (63,5)   | 15.0 (59)     | 12.0 (53,6)  | 11,2 (52,2)      |
| Ploaie mm (inches)                       | 49.8 (1.961) | 47.7 (1.878) | 59.2 (2.331) | 104.4 (4.11) | 151.2 (5.953) | 67.6 (2.661) | 56.4 (2.22) | 73.1 (2.878) | 96.8 (3.811) | 109.7 (4.319) | 125.6 (4.945) | 80.2 (3.157) | 1.021,7 (40,224) |
| Umiditate [%]                            | 77.8         | 75.9         | 72.6         | 72.5         | 74.8          | 72.4         | 71.9        | 72.6         | 74.0         | 76.1          | 79.1          | 79.6         | 74,9             |
| Nr. mediu de zile ploioase (≥ 1.0 mm)    | 7.4          | 6.2          | 5.7          | 7.9          | 10.5          | 5.6          | 7.2         | 8.0          | 8.1          | 8.7           | 10.7          | 9.8          | 95,8             |
| Sursa nr. 1: NOAA                        |              |              |              |              |               |              |             |              |              |               |               |              |                  |
| Sursa nr. 2: Temperature Extreme Records |              |              |              |              |               |              |             |              |              |               |               |              |                  |